# Patty Aberigh-Mackay
Mary Livingston Aberigh-Mackay (dite Patty Aberigh-Mackay), née le 4 novembre 1874 à Bellary, Inde, et morte le 15 janvier 1952 à Sudbury, Royaume-Uni, est une artiste peintre britannique.

## Biographie
Mary Livingston Aberigh-Mackay, dite Patty Aberigh-Mackay, naît le 4 novembre 1874 à Bellary, dans l'ancienne présidence de Madras (Inde). Elle est l'aînée des quatre filles de George Robert Aberigh-Mackay (1848-1881), écrivain anglais résidant en Inde, professeur de littérature anglaise au Delhi College et principal du East Rajkumar College (futur Daly College) à Indore, et de son épouse Mary Ann Louisa née Cherry (1852-1921), mariés à Simla, Bengale, le 13 octobre 1873,. Son grand-père paternel est le révérend James Aberigh-Mackay (1820-1908), ministre de l'Église épiscopalienne écossaise ayant officié durant 18 ans en Inde, et chef en 1869 du clan écossais des Mackay d'Aberach,.
Patty Aberigh-Mackay suit une formation à la Royal Female School of Art à Londres, et obtient en 1899 une bourse de la Clothworkers' Company. En 1901, à 25 ans, elle devient professeure d'art et enseigne au Ladies Residential Chambers de Chenies Street à Londres, ainsi qu'aux paroisses londoniennes de St Giles-in-the-Fields et St George's, Bloomsbury.
En 1905, elle expose à la Walker Art Gallery de Liverpool. L'année suivante, elle présente à la Royal Academy une collection de peintures et de dessins réalisés lors d'une expédition dans la vallée du Cachemire,,.
Elle est surtout connue pour des aquarelles de paysages anglais ou indiens, et on lui doit également quelques portraits.
En 1925, elle réside à Great Horkesley dans l'Essex et habite ensuite Westgate Terrace à Long Melford dans le Suffolk.
Elle meurt célibataire le 15 janvier 1952 à Ballington Grove, Sudbury dans le Suffolk.

## Galerie

Ducks feeding (ca. 1904-1906) Coll. privée.
Autumn on Dal Lake (ca. 1900) Coll. privée.
Hindu Temple in Srinagar City (ca. 1900) Coll. privée.